# カウラ

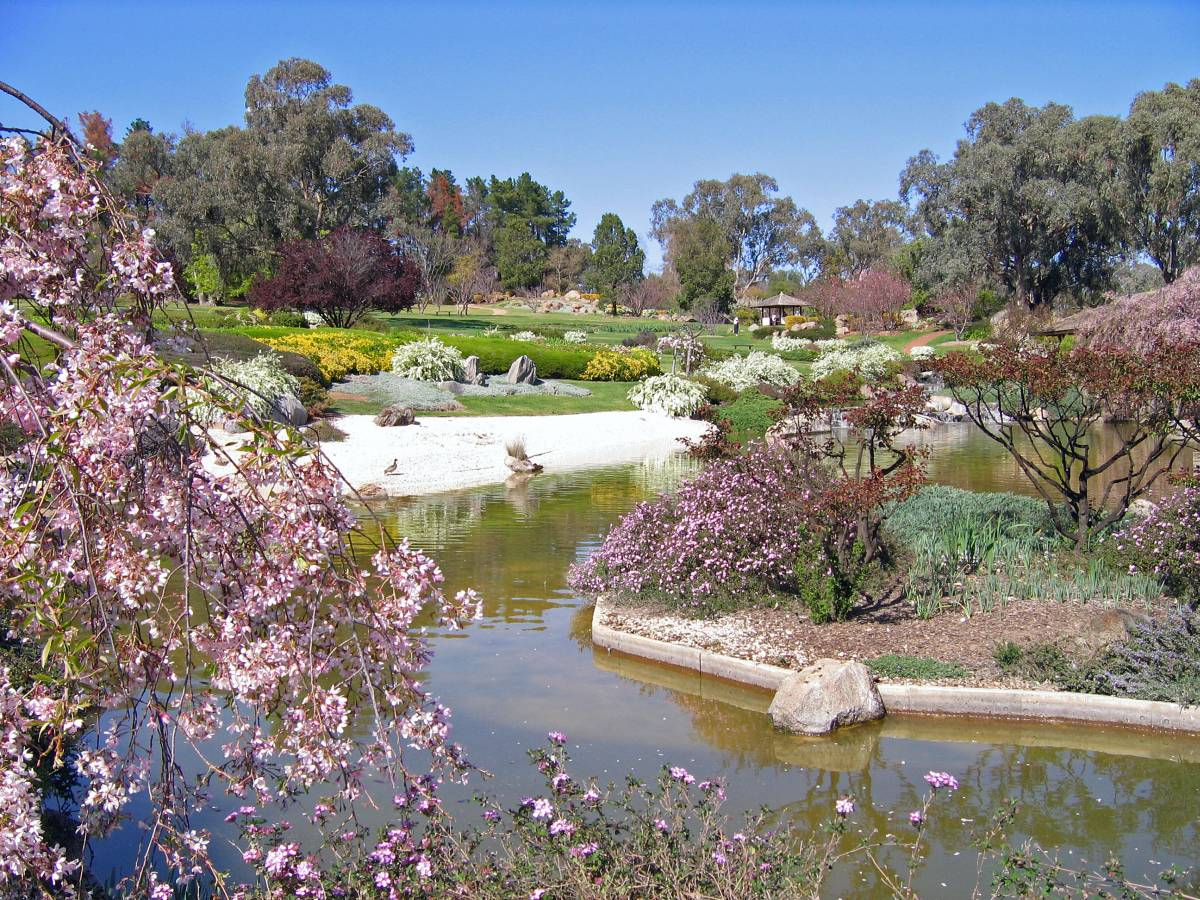
カウラ日本庭園

カウラ (Cowra) は、オーストラリアのニューサウスウェールズ州にある町。人口は約1万人（2016年）。シドニーの300km西に位置している。
第二次世界大戦中にカウラ事件が起きたことで知られる。カウラ日本人墓地 (Cowra Prisoner of War Camp) とカウラ日本庭園 (Cowra Japanese Garden) がある。
カウラにある日本庭園は「回遊式庭園」と呼ばれるもので、日本を代表する造園家として海外でも広く活躍した中島健（1914年 - 2000年）によって設計された。南半球では最も面積の広い日本庭園である。
1963年、オーストラリア政府の計らいによって、カウラ日本人墓地は日本国に寄贈され、日本国の国庫に帰属した。オーストラリア戦争墓地委員会の管理下にあり、日本政府の主権が及ぶ土地ではない。